# Van-Hulssen-Nunatak
Der Van-Hulssen-Nunatak ist ein etwa 1330 m Nunatak im ostantarktischen Mac-Robertson-Land. Er ragt am südlichen Ende der Nunatakkergruppe Trillingnutane in den Framnes Mountains auf.
Norwegische Kartografen kartierten ihn anhand von Luftaufnahmen, die bei der Lars-Christensen-Expedition 1936/37 entstanden. Das Antarctic Names Committee of Australia (ANCA) benannte ihn nach dem Niederländer Frits Adriaan Van Hulssen (1924–2016), Techniker auf der Mawson-Station zur Erkundung der Ionosphäre im Jahr 1959.